# St.-Ursula-Berufskolleg
Das St.-Ursula-Berufskolleg ist eine Düsseldorfer Schule, die 1927 gegründet wurde und sich in freier katholischer Trägerschaft befindet. An dem heutigen Berufskolleg werden etwa 600 Schüler beschult. Das dem Erzbistum Köln angehörige Berufskolleg versucht den Lernenden eine am christlichen Menschenbild orientierte Aus- und Allgemeinbildung zu bieten und den Einzelnen ganzheitlich zu fördern. Es bietet ausschließlich pädagogische Lehrgänge an.
Die Schule bietet folgende Bildungsgänge an:
- Berufsfachschule Gesundheit/Erziehung und Soziales, Fachrichtung Kinderpflege (Vollzeitform und Praxisintegrierte Ausbildung (PIA))
- zweijährige Fachoberschule (FOS 11 und FOS 12), Fachbereich Gesundheit/Soziales
- Berufliches Gymnasium (Fachbereich Gesundheit und Soziales) AHR + Staatlich anerkannte Erzieherin / Staatlich anerkannter Erzieher
- Fachschule für Sozialwesen, Fachrichtung Sozialpädagogik (Vollzeitform und Praxisintegrierte Ausbildung (PIA))
- Fachschule für Sozialwesen, Fachrichtung Heilpädagogik in Teilzeitform

## Geschichte
Ende des 19. Jahrhunderts wurde auf dem Grund zwischen Ritterstraße und der heutigen Eiskellerstraße die „Schule an der Ritterstraße bzw. Schule am Hafenwall“ errichtet. Die Schulen an der Andreasstraße und an der Mühlenstraße, so wie weitere Volksschulen in der Altstadt, wurden in das damals neue Schulhaus verlegt, welches einundzwanzig Klassenzimmer, zwei Reserveklassenräume, zwei Amts- und Konferenzzimmer so wie eine Turnhalle und einen Zeichensaal enthielt.
Zunächst war in der sogenannten Ritterschule das „Kindergärtnerinnen-Seminar St. Ursula“, bis sie 1939 aufgrund eines gesetzlichen Verbots wieder schloss und die Stadt hier die „Günther-Roß-Volksschule“ unterbrachte. 1959 wurde die Schule als „Frauenfachschule für Kindergärtnerinnen und Hortnerinnen der Ursulinen“ wiedereröffnet. Von 1946 bis Sommer 1967 befand sich im Gebäude die „Katholische Volksschule an der Ritterstraße“ für Knaben und Mädchen mit Anschrift Ritterstraße 18a. Im Jahre 1963 wurde ein Kindergarten eingerichtet, welcher sich in der Eiskellerstraße Ecke Eiskellerberg am heutigen Hilarius Gilges-Platz befand. 1969 wurde die Schule infolge einer Bildungsreform in eine „Fachschule für Sozialpädagogik der Ursulinen“ umgewandelt. 1979 kam noch die „Fachoberschule für Sozialpädagogik und Sozialarbeit, Klasse 12 B“, und 1982 die „Fachschule für Sonderpädagogik“, die inzwischen „Fachschule für Heilpädagogik“ heißt, hinzu. Nach Übernahme der Trägerschaft der Schule durch das Erzbistum hieß sie „St. Ursula-Schule des Erzbistums Köln“.

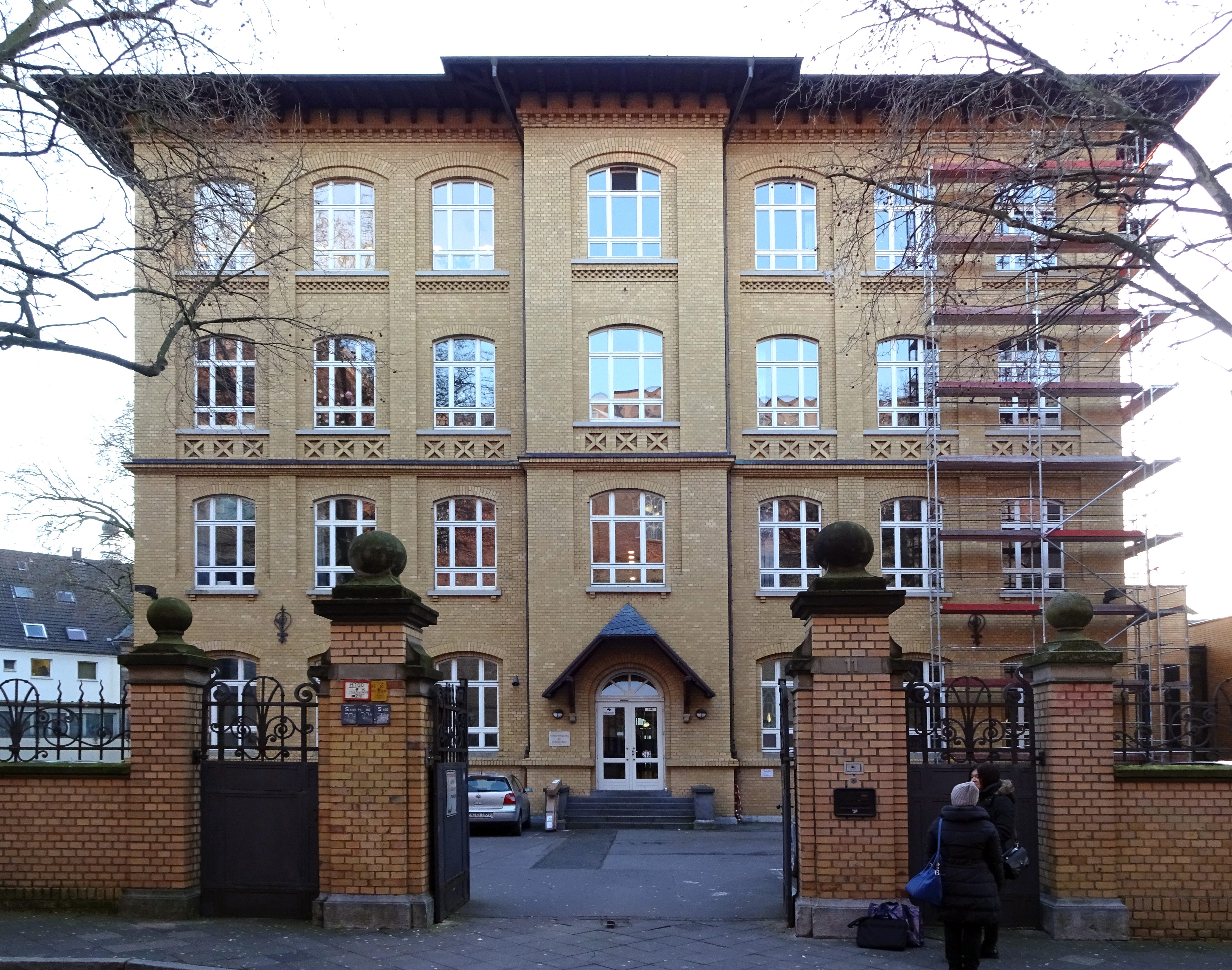
Schulgebäude, Nordseite (2018)
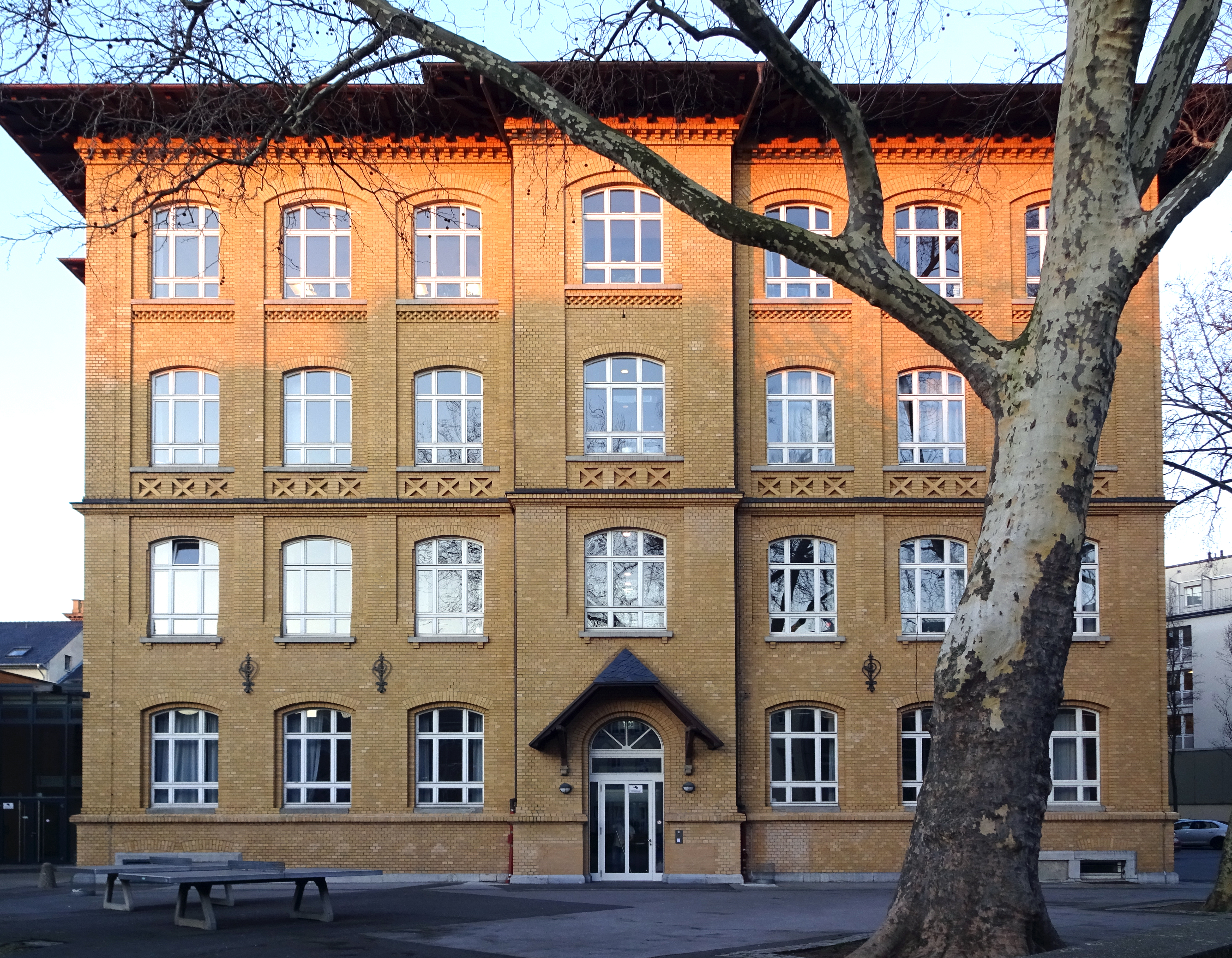
Schulgebäude, Südseite (2018)
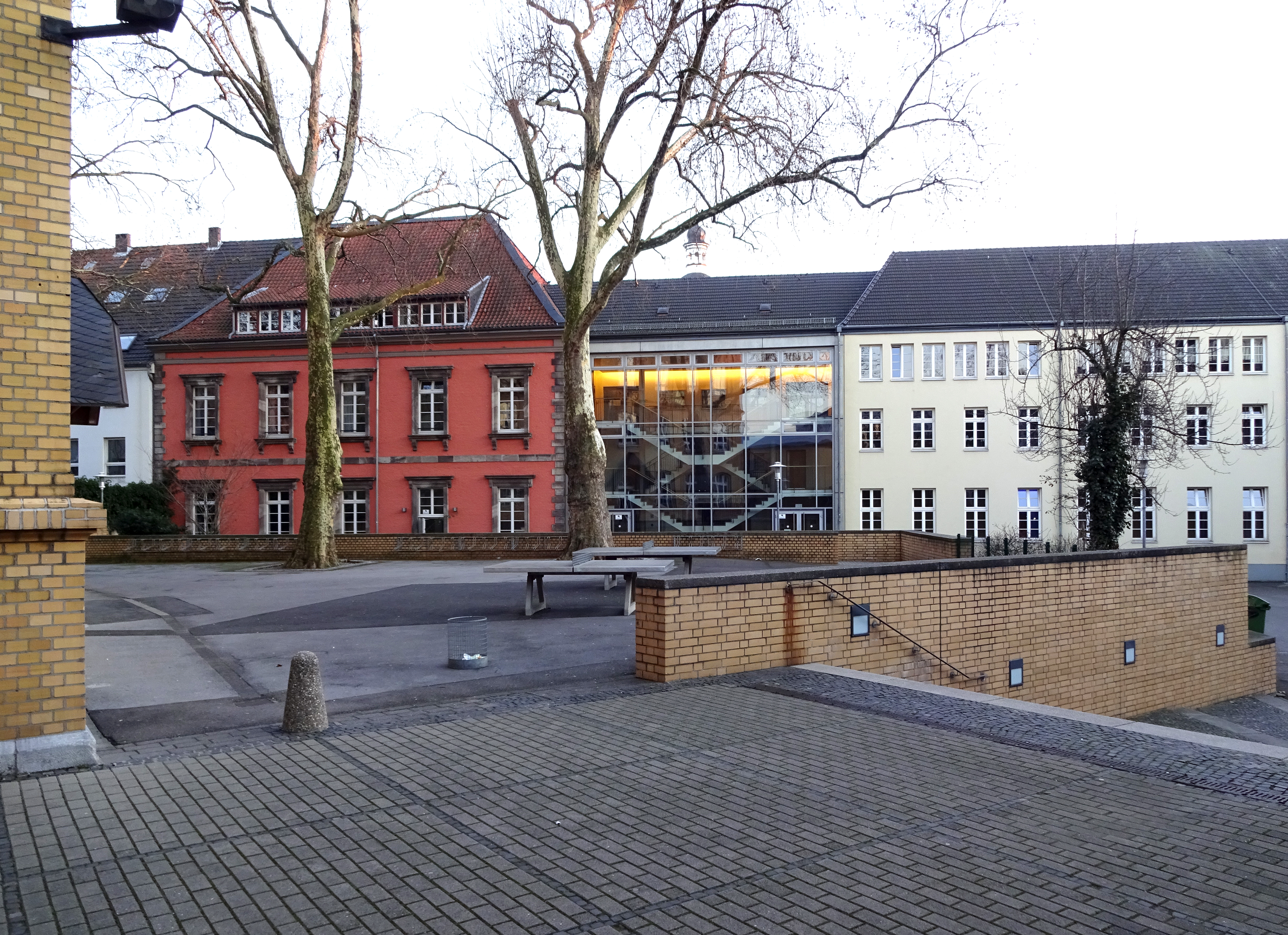
Blick vom Schulgebäude auf Rückseite der Ritterstraße (2018)
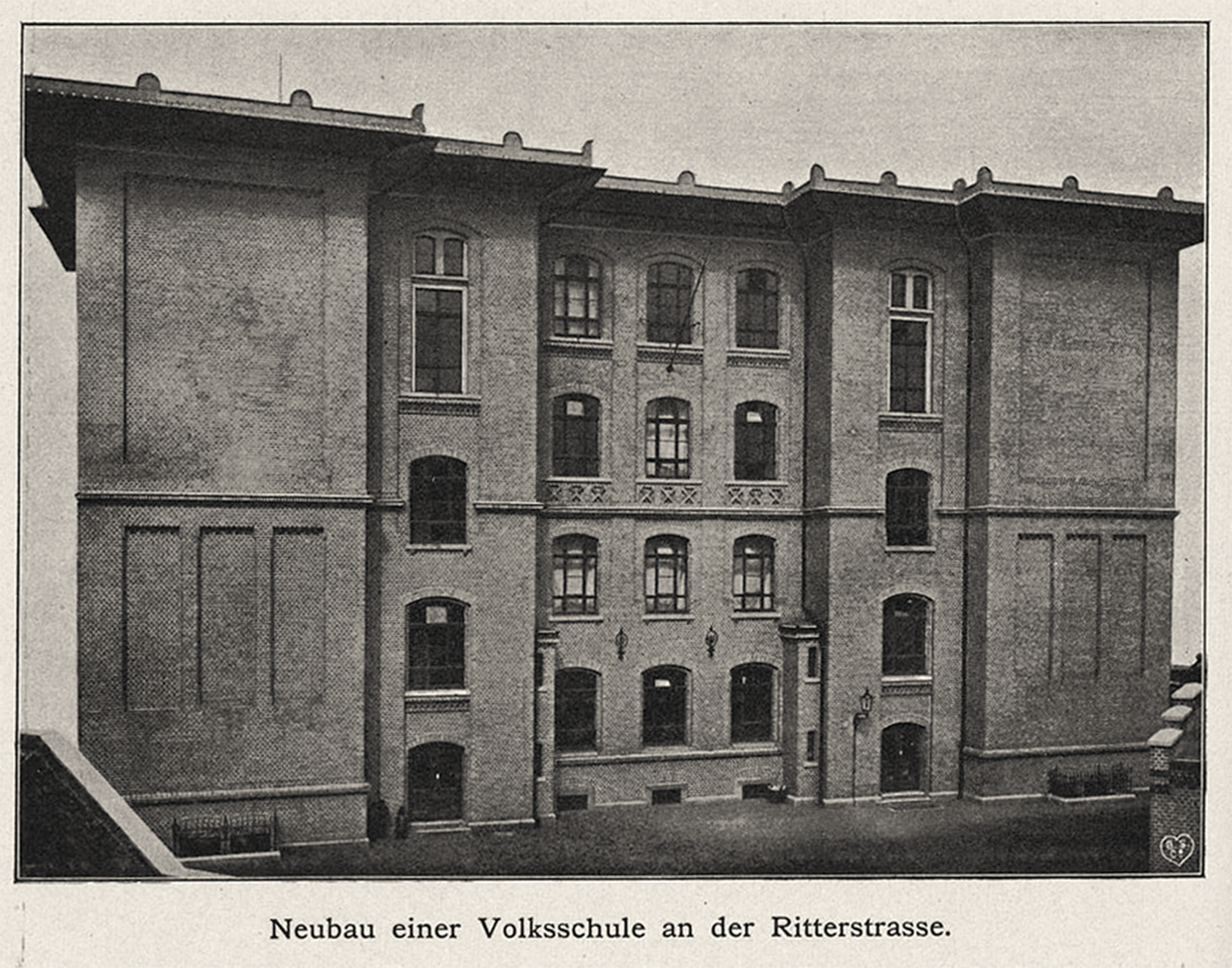
Neubau einer Volksschule an der Ritterstraße (1900)